# SHIROBAKO
『SHIROBAKO』（シロバコ）は、P.A.WORKS制作、水島努監督による、日本のオリジナルテレビアニメ作品。2014年10月から2015年3月までTOKYO MXほかにて全24話が放送された。パッケージ版には劇中劇のOVA2話が追加されている。
続編のアニメーション映画『劇場版「SHIROBAKO」』は2020年2月29日からショウゲートの配給により公開された。

## 概要
2011年制作の『花咲くいろは』に続く、P.A.WORKSの「働く女の子シリーズ」第2弾。本作は制作進行・アニメーター・声優・3DCGクリエイター・脚本家志望としてそれぞれアニメーション業界に入って夢を追う5人の若い女性を中心に、作品の完成を目指して奮闘するアニメーション業界の日常を描く群像劇である。キャッチコピーは「アニメーション業界の今が、ここにある。」。
題名の『SHIROBAKO』は、制作会社が納品する白い箱に入ったビデオテープを指す映像業界の用語である「白箱」に由来する。白箱は作品が完成した時に関係者が最初に手にすることができる成果物であり、様々な技能を持つスタッフが協力しあい、困難を乗り越えた証でもある。
2014年8月のコミックマーケット86にてプロモーション映像が初公開され、2014年10月から2015年3月まで各放送局とネット配信にて放送・配信された。放送後には「第20回アニメーション神戸作品賞・テレビ部門」および「東京アニメアワード アニメーション オブ ザ イヤー テレビ部門グランプリ」を受賞した（受賞歴を参照）。
2016年と2019年にはTOKYO MXやBSフジで年始一挙放送が行われた。2020年10月19日から翌年3月29日までNHK Eテレでも再放送された。

## あらすじ

### テレビシリーズ前半（1 - 12話）
上山高校アニメーション同好会の宮森あおい、安原絵麻、坂木しずか、藤堂美沙、今井みどりの5人は、学園祭で自主制作アニメーションを発表し、卒業後いつかもう一度、共に商業アニメーションを作ろうと「ドーナツの誓い」を立てた。
その2年半後、アニメーション制作会社「武蔵野アニメーション」に就職したあおいは、同社7年ぶりとなる元請け作品『えくそだすっ！』に制作進行として携わることとなり、多忙な日々を過ごしていた。スケジュール管理のため奔走するあおいを嘲笑うかのように、次々とトラブルが発生する。予定通りに上がらない原画、こだわりから仕事を増やす監督、社内で対立する2D班と3D班、過密日程の中で欠けていくスタッフ。あおいは制作進行の同僚や、作画・演出・背景・音響・仕上・撮影といった各パートのスタッフと力を合わせ、それらのトラブルを乗り越えながら成長していく。
高校時代の同好会の仲間たちもまた、それぞれの分野でアニメーション制作に関わり、不安や挫折に悩みながら、「あの日の約束」にむかって進んでいた。アニメーターの絵麻は「早く巧く描く」という課題に苦しみながら、原画マンとして一人立ちを目指す。3DCGクリエイターを目指す美沙は、やりたいことに近づくため、大手CGスタジオから小さなスタジオへ移籍する。大学生のみどりは設定制作の助っ人としてあおいに協力しながら、脚本家の道を志す。声優を目指すしずかはアルバイトを続けながらオーディションに挑むが、デビューのきっかけを掴めずにいる。
年の瀬が迫る頃、武蔵野アニメーションの『えくそだすっ！』制作は佳境を迎える。監督の木下は最終話の絵コンテを大幅に遅らせた挙句、完成間際になってラストシーンの変更を訴える。テレビ局への納品期限が迫り、あおいたちは切羽詰まるが、社内で外注の仕事をこなしていたベテランアニメーターの杉江に重要カットを引き受けてもらい、若いスタッフたちも団結して最後の見せ場を描き切った。
クリスマスの日に『えくそだすっ！』最終話のビデオ編集が完了し、武蔵野アニメーションは安堵に包まれる。打ち上げの宴席にクリスマスプレゼントとして、白いパッケージ（白箱）に包まれた最終話のディスクが届けられ、スタッフ一同で鑑賞して一年を締めくくった。

### テレビシリーズ後半（13 - 24話）
年は明け、迎えた新年。武蔵野アニメーションの元請2作目として、人気漫画『第三飛行少女隊』、通称「三女（さんじょ）」のアニメ化が決まり、10月放送開始に向けて準備が始まる。上司の退職・休職が重なり、あおいは入社2年目にして制作ラインの要となる制作デスクに抜擢され、春に入社した新人社員の世話も任される。日々の業務に忙殺される中、あおいはそれぞれの将来像を見据えている仲間たちを見ているうちに、自分がこれから何をしたいのか迷い始める。その一方、昔の名作アニメを作ったベテランたちの姿から、好きなことを無心にやり続ける尊さも学ぶ。
「三女」の制作は原作サイドからのダメ出しや、無責任な下請けスタジオに足を引っ張られて順調に進まない。やっとゴールが見えたところで最終話の絵コンテにNGが出てしまい、木下監督は原作漫画家の野亀のもとへ出向いて、物語の着陸点を確認し合う。最終話で絵麻は作画監督補佐を引き受け、みどりが書いた台詞1行と、美沙がモーションを付けたCGが採用される。そして、ひとり出遅れていたしずかも、ラストシーンの鍵となる少女の声に選ばれ、声優デビューを果たす。
最終的に「三女」最終話は放送当日に完成し、スタッフが手分けして地方局へオンエアテープを届けるという綱渡りで乗り切る。その夜、打ち上げパーティーの挨拶を任されたあおいは、作品に関わった大勢のスタッフを前に、アニメーション作りへの強い想いを宣言する。そして同好会の仲間たちと一緒に「ドーナツの誓い」を新たにするのだった。

### 劇場版あらすじ
『えくそだすっ！』『第三少女飛行隊』のあとも順調に元請作品を発表し、波に乗っていた武蔵野アニメーションに試練が訪れる。制作作業に入っていたオリジナルSF作品『タイム・ヒポポタマス』が、メーカーとの契約問題により突如制作中止に（通称「タイマス事変」）。丸川社長が辞任し倒産は免れたものの、仕事は減り、スタッフも去り、活気のない下請けスタジオに逆戻りしてしまった。
「三女」から4年後、制作の古参として社に残っていたあおいは、二代目社長の渡辺からオリジナル劇場用アニメの企画を提示される。それは、馴染みのウエスタン・エンタテイメントの葛城プロデューサーが抱えているトラブル案件で、『空中強襲揚陸艦SIVA』という題名と、10カ月後に上映という予定以外、内容もなにも決まっていなかった。無謀な話に躊躇するあおいだったが、丸川や元同僚たちの言葉に励まされ、「悪あがきでもジタバタと前に進もう」と決意し、プロデューサーを引き受ける。そして、高城の部下の宮井楓と組むことになり、たがいに意気投合する。
あおいは「タイマス事変」以来くすぶっていた木下監督を説得し、ほかの主要スタッフも呼び戻し、「タイム・ヒポポタマス」のアイデアを活かして「SIVA」の制作に取り掛かる。絵麻は作画監督、しずかは主要キャラクターの声担当、美沙はCGのメインアニメーター、みどりは脚本協力で参加する。それぞれキャリアを積む上で壁に当たっていたが、杉江の誘いでアニメーション体験教室を手伝い、子供たちの無邪気な喜びに触れ、アニメーションの道に進んだ原点を思い出す。
作業が進むなか、「SIVA」の元担当だった制作会社「げ～ぺ～う～」から横槍が入る。社長の三崎は企画を2年間放置しておきながら、武蔵野アニメーションが代わりに制作していることを知り、権利を横取りしようと企んでいた。あおいと宮井は相手のスタジオに乗り込み、三崎に契約不履行の証拠を示し、作品を守る固い意志を伝える。
各部門の頑張りのおかげで「SIVA」は公開3週間前にダビングまでたどり着いたが、試写を観た面々はラストの盛り上がりが今一つ足りないと感じていた。あおいはためらう木下監督を鼓舞し、スタッフの熱意に支えられ作り直しに取りかかる。そして、「SIVA」は壮絶なラストパートを加えて完成し、公開初日、ドーナツ5人娘は映画館のシートに並んで封切のときを迎える。

## 登場人物
人数が多いことと、アニメならではの専門職も多数登場するため、第6話まで最初の登場時に毎回、役職と名前がテロップで表示されるようになっていた。以降、特記がない限り、出典は公式サイトのキャラクター紹介による。一部、名前や容姿、経歴等が実在の人物に似ているキャラクターも登場するが、関係性については作中や公式サイト上などでの明示はされていない。

### 主要人物（元・上山高校アニメーション同好会）
山形県にある、県立上山高校（かみのやまこうこう）のアニメーション同好会元メンバー。同好会の発起人は宮森あおい。在学時には、文化祭で『神仏混淆 七福陣』を完成させ、上映している。再び同じメンバーで、アニメーション作品を作ることを目指している。
宮森 あおい（みやもり あおい）
声 - 木村珠莉
本作の主人公。武蔵野アニメーションに所属。1993年生まれ（2014年の時点で21歳）。高校時代の愛称は「おいちゃん」「おいちゃん先輩」、職場では「みゃーもり」。ドーナツが大好物。運転技術はかなり高く、鼻歌混じりにドリフト走行も難なくこなしている。再放送されていた『山はりねずみアンデスチャッキー』が好きで、この作品をきっかけにアニメーション制作を意識するようになる。
入社1年目の新人で肩書きは制作進行。『えくそだすっ！』が入社後初めて関わる作品である。『第三飛行少女隊』制作時には、他のスタッフの離脱などの状況から、社内上層部で協議の上制作デスクに抜擢された。
劇場版では経営規模が縮小化し、細々と下請けの仕事ばかりになった武蔵野アニメーションの現状に寂しさを感じていたときに、社長となった渡辺からアニメ会社げ〜ペ〜う〜が投げ出したアニメ映画企画『空中強襲揚陸艦SIVA』のラインプロデューサーを打診され引き受ける。
あおいの髪の色について、キャラクターデザイン原案であるぽんかん⑧は、「まだまだ半人前感を出したくて、髪がどちらにも染まっていないプリンちゃんにしました。」と言及している。
服装においてジャケットや靴下などに青色のものを多く着用する傾向がある。
安原 絵麻（やすはら えま）
声 - 佳村はるか
武蔵野アニメーション所属のアニメーター。キャリア1年半で原画担当へ昇格した。あおいと同じ学年。日常芝居を得意とするなにわアニメーションの堀内に憧れている。自身の技術的な問題や、新しい作画技法の台頭による将来性等に悩みながらも、描いたことの無かった題材に挑戦し、意欲的に仕事に対し取り組んでいる。
真面目さ、几帳面さの見える仕事ぶりを、作画監督である瀬川には買われている反面、その先の工程である動画の作業を意識した原画にはなっておらず、「悪くはないが、良くもない」という評価を受けている。その内向的で真面目な性格ゆえの思い込みから一人で黙々と試行錯誤していたが、杉江からの助言の取り違いによって一時的にスランプに陥る。その後、杉江から差し向けられた井口の手助けなどにより、人を頼ったり、仕事を参考にしたりするなどの手段によって技術を獲得してもいいのだということを学んだ。
『第三飛行少女隊』制作時には動画から原画マンに昇格した久乃木の教育係となり、コミュニケーションが苦手な久乃木のフォローをしたり、技術的な指導を行ったりしている。前述の指導以外にも、3Dモーションの作成に悩む美沙の相談に乗るなど、技術的な成長が描かれている。工数が多くなった『第三飛行少女隊』の最終話では、井口の推薦と杉江の後押しを受けて作画監督補佐に抜擢されている。
劇場版ではフリーランスとなり、愛と同居している。
坂木 しずか（さかき しずか）
声 - 千菅春香
新人声優。愛称は「ずかちゃん」。あおいと同じ学年。赤鬼プロダクションに所属するが、まだ声優業だけで生活できるほどの収入は得られておらず、居酒屋「松亭」でアルバイトをしながらオーディションに挑戦している。作中序盤では、バラエティー番組のボイスオーバーの仕事をしたことがあるのみだったが、その後にガヤの仕事や子供向けのショーイベントにて、主役の「ウメブー」の声を担当する等、徐々に目的に向かって進んでいる。電車の中であっても、台本のセリフを声に出して入念に練習を繰り返す努力家。そのためか、急な場面での対応力が高く、ウメブーショーの声を担当した際は臨時で着ぐるみに入ったにもかかわらずウメブーダンスまできちんと踊り、『第三飛行少女隊』のオーディション時には急なキャサリン役のリクエストにも問題なく対応して見せた。この『第三飛行少女隊』のオーディションでは役を獲得するには至らなかったが、この時のキャサリン役の対応がきっかけとなり、後に監督の木下と原作者の野亀の話し合いによって生まれた追加キャラクターであるキャサリンの妹・ルーシー役を獲得している。
劇場版では松亭のアルバイトを退職しても事務所から安定して仕事を廻して貰っているが、インタビュー等の顔出しの仕事ばかりになっていることに危惧を覚えていた時にSIVAの企画を知り、オーディションの参加を要望した。
藤堂 美沙（とうどう みさ）
声 - 髙野麻美
3Dクリエイター。3DCGの専門学校を経て、CG制作会社スーパーメディア・クリエイションズに入社、翌年にスタジオカナブンへ移籍している。愛称は「みーちゃん」。あおいの1学年後輩。あおいと映画館で出会ったことを切っ掛けに、上山高校アニメーション同好会に入ることとなった。アニメーションを作成する仕事を志していたが、絵麻の描いた絵を見て彼女のほうが上手だと感じ、アニメーターではなく将来性を感じた3DCGの世界を目指すようになる。3Dの世界でも、最終的には絵を描くセンスが必要であることは実感しつつも、試行錯誤を繰り返している。スーパーメディア・クリエイションズ在籍時、自動車のホイールのモデリングを任されており、上司である土橋からも成長を認められていた。しかし、予定されている仕事やその先に見える制作の対象が自動車のみという状況と、自分が作りたいと思うもののギャップに思い悩み、退職。年明けに、あおいを通じて紹介されたスタジオカナブンに移籍し、武蔵野アニメーションから受注した『第三飛行少女隊』の制作に関わっている。
劇場版ではカナブンで新人CGクリエイターへ指導する立場になったが、後輩との意思疎通がうまく伝わらないことにもどかしさを感じているなか、SIVAの制作に参加する。
今井 みどり（いまい みどり）
声 - 大和田仁美
脚本家志望の大学生。愛称は「りーちゃん」。あおいの2学年後輩。あおいと同じ建物で上階の301号室に住んでいる。時間にはルーズな傾向があり、本人曰く「ギリギリ体質」。語尾に「っす」とつけたり、「ドスト祭り」などの独特の表現が特徴的。好奇心が旺盛で、資料を纏める能力に長けている。アニメーションを作る理由について「自分には物語が必要だから」と語っている。
脚本家になるにはどうしたらいいかわからないと語る反面、創作の糧にと多くの作品に触れる努力をしている描写が見られる。あおいのディーゼル車についての調べ物を手伝いメールで提出した資料が監督などの手に渡り、社内で便宜上「ディーゼルさん」の呼称が付けられるといったインパクトを残している。『第三飛行少女隊』制作時、作品に必要な資料をうまく纏められず苦心しているあおいに手伝いを申し出て、「戦闘機について」という曖昧な範囲で資料の作成を個人的に請け負ったレポートを評価され、アルバイト待遇で『第三飛行少女隊』の設定制作として採用された。その後は、資料と称してハーネスを自作して提示するほどの仕事ぶりを見せる。
社内での呼び名は「ディーゼル」。舞茸に弟子にしてもらうことは断られているものの、定期的にシナリオライターとしての課題を出してもらっている。
劇場版では脚本家としてデビューし、安定して仕事を請け負っているものの、舞茸から脚本構成のツメの甘さを指摘されたり、ネットの評価が安定しないことと業界を干される可能性に悩んだりしていた折、SIVAの脚本に舞茸とともに参加する。

### 武蔵野アニメーション
丸川 正人（まるかわ まさと）
声 - 高木渉、小林裕介（回想）
武蔵野アニメーションの社長。丸刈り頭にメガネをかけ、前歯が無い初老の男性。前身である武蔵野動画の時代からアニメーション制作に関わっていた。アニメーションに関わる前は演劇に携わっており、アニメーション制作では『BUMIN』や『アマゾン白べこ』などの作品に、設定制作などとして関わっていた。現在は現場に直接関わっていない。
劇場版で、武蔵野アニメーションが企画していたアニメ、『タイムヒポポタマス』の制作がスポンサーの降板で凍結した責任を取って辞任し、料理店キッチンべそべそのマスターとなった。
モデルとなった人物について、本作プロデューサーである堀川は、MAPPA創業者・初代社長の丸山正雄であると述べている。
興津 由佳（おきつ ゆか）
声 - 中原麻衣
黒髪、ショートカットで左目に髪がかかった容姿の総務。残業はしない主義。社内の事務や管理を一手に引き受ける、クールビューティ。過去に制作進行を担当した経験を持っており、現場の状況によってはそれを活かして助け舟を出すこともある。
宙を飛ぶタップを物差しで弾き飛ばす反射神経の持ち主。最終回では赤いジュリエッタでパトカーに追われながらも無事に放送局に納品する活躍を見せた。
劇場版ではムサニの業務縮小に伴い総務の仕事も常勤ではなくなっていた。そのためかムサニの外観も内観もTVシリーズの時よりも煩雑さや汚れが目立つようになっている。
高梨 太郎（たかなし たろう）
声 - 吉野裕行
金髪にモヒカンといった風貌の制作進行。あおいのほぼ同期だが、1か月ほど高梨のほうが早く入社している。愛称は「タロー」。
根拠の無い自信を持ち若干責任感を欠くことから、無自覚に周囲に迷惑をかけるタイプだが、その短所は周囲からの評価は気にせず自分のペースを常に保てるメンタルの強さにも繋がっている。デスクにはフィギュアを並べ、声優に関心を示すなどミーハーなところがある。ネットスラングなど砕けた口調を相手によらず用いる。
将来の目標は監督、プロデューサーなど。理由は「頭を下げたくないから」本作監督の水島努がモチーフになっている。
『えくそだすっ！』制作時は進捗管理の不備により周囲のスタッフに負荷を掛けたり、指示伝達の不備からセクション間を対立させる事態も発生させたりするなど、トラブルメーカーとしての側面が強かったが、『第三飛行少女隊』制作時には制作進行頭を任され、新入社員の安藤、佐藤に対して指導を行う姿が描かれている。平岡のことを「大ちゃん」と愛称で呼び、一緒に飲みに行き意気投合したのをきっかけに、バディ（相棒）と一方的に決め付けて懐いている。
劇場版ではフリーランスの演出家となり、アニメ企画を持ち込んでいる最中にSIVAの制作に参加する。
矢野 エリカ（やの エリカ）
声 - 山岡ゆり
金髪でツインテールの制作進行。あおい、太郎の先輩であり、時として後輩に仕事のアドバイス、手助けなどをしている。歯に衣着せぬタイプで、上司が相手でも物怖じせずに主張する。父子家庭で、栃木県宇都宮市に実家がある。アニメーションを作る理由について「面白いから」を理由に挙げ、業界には世間的にはずれた人が多く居るが、基本的に善人が多いと認識している。サークル活動もしている様子で、同人誌即売会に参加している。平岡・磯川とは専門学校の同期。
『えくそだすっ！』制作途中、入院していた父親の病状が悪化しており、看病に専念するために休暇の形で戦線を一時離脱。一度復帰したものの、改めて休職。父の病状が安定したことから、『第三飛行少女隊』第5話から制作進行として再復帰。グロス制作を請け負っているタイタニックにヘルプとして入り制作の体制を立て直す一方、降板した演出の代わりに池谷を説得した。その後、逃亡癖持ちで遅筆な池谷をコントロールし、池谷自身が最速ではないかというペースで仕事をさせることに成功している。
劇場版でも父親の病気が長引き休職気味だったが、体調が安定してきたところで仕事に復帰した。
落合 達也（おちあい たつや）
声 - 松岡禎丞
『えくそだすっ！』制作進行。黙々と仕事をこなすタイプだが、仕事ぶりから周囲の信頼は厚い。スタジオカナンの北条から勧誘を受け、『えくそだすっ！』の終了後に移籍する予定だった。しかし、『俺の手作りロボットが思春期で大変です』のスケジュール状況から北条に請われて予定を繰り上げ、『えくそだすっ！』の完成を待たずにスタジオカナンにデスク待遇で移籍した。その影響で、『えくそだすっ！』の最終話があおいの担当となった。アニメーションを作り続ける理由として「最終的に自分が見たいものを作りたい」と語っている。
劇場版では登場していないが、佐藤と堂本の会話からドロップフィットスタジオを設立したことが判明する。
平岡 大輔（ひらおか だいすけ）
声 - 小林裕介
アンダーリムのメガネをかけた制作進行。『第三飛行少女隊』の製作開始に伴い、社内戦力の補充のため、2月から中途採用で入社した。業界歴5年の間にいくつかの制作会社を転々としており、武蔵野アニメーションは5社目となる。長所は顔の広さ、短所は強引なところと自己評価している。
大学卒業後、アニメの専門学校に入り、専門学校では矢野・磯川と同期だった。専門学校時代は真面目な学生で同期のリーダー的存在だった。しかし、就職した会社では恵まれた環境の中で働くことが出来ず、仕事への情熱を失い、徐々に仕事に対する態度は擦れたものとなっていく。武蔵野アニメーション入社後も周囲に悪態をつくなどしてスタッフとトラブルを起こすこともあったが、丸川やあおいが彼を見捨てなかったこと、酒の席で高梨に心境を吐露しその夢を容認されてからは徐々に前向きな仕事をするようになってきている。
元々の夢は「アニメ作品で初めてカンヌ国際映画祭の『ある視点』部門賞と国際批評家連盟賞を獲ること」だった。かつて野亀武蔵の作品「セーラー服とF3」の原作の愛読者であり、グロス請けの制作進行として同作のアニメに関わった。
劇場版では出向中のフリーランスの制作進行になり、タローの仕事の協力をしている。
佐藤 沙羅（さとう さら）
声 - 米澤円
四角い黒縁のメガネをかけた新人の制作進行。『第三飛行少女隊』制作の年に入社。アニメーション業界外からの転職者であり、幕張のショッピングモールで3年間接客と事務を経験していたが、通勤に時間がかかり、無駄な時間を減らすために自宅に近い場所を選択したと志望動機を語っている。道を覚えることが非常に苦手。タイマス事変後も宮森と共に武蔵野アニメーションに残って制作進行の仕事を続けている。
安藤 つばき（あんどう つばき）
声 - 葉山いくみ
髪に黄色のメッシュが入った新人の制作進行。『第三飛行少女隊』制作の年に入社。趣味は同人誌の作成で、30冊ほど発行している。自分の絵の実力ではアニメーターは無理であると判断し、制作進行の道を選んだと志望動機である。アニメーションを作る理由については「好きだから」と語っている。
劇場版ではドロップフィットスタジオに移籍したが、SIVAをムサニが制作していることを知り出向してきた。
本田 豊（ほんだ ゆたか）
声 - 西地修哉
『えくそだすっ！』担当の制作デスク。恰幅のいい外見の男性。肩からカーディガンやセーターなどを羽織っている姿がよく見られる。人柄は穏やかで優秀だが、極度に心配性なきらいがある。口癖は「万策尽きたー！」で、スケジュールが遅れてピンチになる度に発せられる。なおこのセリフはアニメ流行語大賞2014の第13位になった。
ケーキ屋になることが将来の夢で、武蔵野アニメーション在籍時には、休日に自宅で作った物を社内に差し入れたりもしていた。
『えくそだすっ！』制作時、渡辺が納期を理由に最終話の絵コンテの変更を提案したときに強硬に反対するなど、作品に対して強い思い入れを見せている。『えくそだすっ！』完成後に退職。会社近くのケーキ屋「Ourrin（ウルリン）」で働くようになってスリムな体形になった。
劇場版では支店である「Ourrin Petit」の店長になったが、新メニュー開発に熱心なあまり、制作デスク時代の体形にリバウンドした。
渡辺 隼（わたなべ しゅん）
声 - 松風雅也
ラインプロデューサー。通称「ナベP」。麻雀好き。職務時間の多くを雀荘で過ごしており、打ち合わせや接待の場として利用している。また、『えくそだすっ！』最終話の絵コンテについて状況を鑑みて、妥協するように提案している。『えくそだすっ！』制作途中から次の作品の原作を求めて動いており、葛城と共に『第三飛行少女隊』の受注に成功。『第三飛行少女隊』ではラインプロデューサーとなっている。
劇場版では武蔵野アニメーションの社長になり、葛城から頼まれたSIVAのラインプロデューサーの仕事をあおいに打診する。
小笠原 綸子（おがさわら りんこ）
声 - 茅野愛衣
武蔵野アニメーションの看板アニメーター。常にゴスロリ服で過ごしているため、社内では「ゴスロリ様」とも呼ばれており、本人もそれを認識している。口数は少なく、無駄の無い所作を見せる。以前はメガネをかけ、TシャツにGパンという装いだったが、初めてキャラクターデザインを任された際に周囲の声に振り回され、全てにいい返事をしていれば良いわけではないと気がつき、自らを守るための「武装」として、現在のような服装となった。「ゴスロリ服」を選択した理由は、その時のキャラクターの服装を真似たため。井口が入社した頃は既に現在のスタイルだった。
『えくそだすっ！』キャラクターデザイン兼総作画監督。杉江の『えくそだすっ！』への参加については杉江を後押しし、第二原画としてその作業のサポートに名乗りをあげている。『第三飛行少女隊』制作時で、 当初、『えくそだすっ！』と同じメンバーで通った企画であるため、キャラクターデザインとしての打診が行われるが、それを辞退。代役として井口を推薦し、戸惑う彼女を説得している。辞退の理由は、『えくそだすっ！』最終話の作業において、原画としての自らの課題が見えたため、改めて自らの原画としてのスキルを磨きたいという希望から。原作者からのリテイクを受け悩む井口には助言を与えている。
学生時代は囲碁部。現在はバッティングセンターを自分のオアシスとしている。なお、絵を描く時は右利きだが、野球においては左下手投げの左打ちである。
劇場版ではフリーランス。原画としてSIVAに参加する。
井口 祐未（いぐち ゆうみ）
声 - 沼倉愛美
黒髪のショートカットで、青いふちの丸いメガネをかけたアニメーター。『第三飛行少女隊』で原画6年目。仕事は早く、小笠原と並び、武蔵野アニメーションの看板アニメーターとされる腕前。あるぴんの表情修正の会議では監督にきつい語調であたったり、語彙の選択はアバウトであったりと、比較的砕けた口調で明るく話す。また、絵麻を「安原っち」、小笠原を「綸子はん」などと独特の呼び名で呼んでいる。仕事で初めて描いた動物は「モグラ」。新人のころはウェーブの掛かったセミロングで、服装もフリルのついたワンピースなどガーリィな装いで、小笠原につき研鑽を積んだ。『えくそだすっ！』制作時は総作画監督補。『第三飛行少女隊』制作時はキャラクターデザインに抜擢される。
劇場版ではフリーランスで、別の仕事でも多忙だったため、「キャラデザインだけなら」という条件で参加。
喫煙者。
堂本 知恵美（どうもと ちえみ）
声 - 伊藤静
柔和な笑顔が印象的な動画検査。動画部のチーフとして、動きのチェックを行っており、動画マンの新人育成も担っている。中学生になる息子を持つ母親だが、息子がアニメ業界に入りたがることにはあまり良い顔をしていない。今の仕事を続ける理由について「好きなことを続けているだけ」と語っている。
劇場版では数少ない居残りスタッフとして引き続きムサニで動画検査を担当している。
内田 茜（うちだ あかね）
声 - 高橋李依
ショートカットで、アンダーリムのメガネをかけた原画マン。
杉江 茂（すぎえ しげる）
声 - 小柳基、高橋伸也（回想）
年配のベテランアニメーター。武蔵野アニメーション内では最古参にあたる大ベテランで、前身の武蔵野動画時代から在籍している。妻（作画担当。声：岸本百恵）とは武蔵野動画時代に出会った。社外の子供向けアニメーション『ニャンとワンたろー』の作画を担当している。『えくそだすっ！』の制作には参加しておらず、社内の他のスタッフからは、画風が近年の萌え系作品には合わないと評され、戦力としては期待されていなかった。アニメーターとしての評価は、菅野曰く「天才」、小笠原も一緒に作業することに対し、「勉強させていただきます」と述べるなどその実力を高く評価している。製作班の会議で「社内で期日までに完成させることは不可能」という結論になりかけた『えくそだすっ！』第13話の作画に、あおいからの依頼により参加することになる。その結果、杉江は社内でワークショップを開くようになった。また、自ら壁を作っていた自分に仕事を振り分け、再び社内で活躍する機会を与えてくれたとして、あおいに感謝と自らの態度の反省を吐露している。
劇場版ではフリーランスとなった傍ら、子供たちにアニメーションの絵を動かすイベントの主催し、あおいたち5人に協力をお願いする。SIVAでは動物登場のシーン原画を担当する。
本作プロデューサーである堀川は、「デザインは髭を剃った森やすじ。劇場版では髭を生やしており、よりそれっぽく見える。」と述べている。
久乃木 愛（くのぎ あい）
声 - 井澤詩織
こげ茶でパーマのかかったショートカットのアニメーター。『えくそだすっ！』では動画を担当していたが、『第三飛行少女隊』では原画マンに昇格した。人と話すことが極端に苦手で、話し掛けられるとパニックに陥り会話の最初の一文字しか喋れず、新人指導役になった絵麻が第三者との対話の際には間に入る形になっている。カット袋のコメントなどでは普通に文章を書いていることを確認できる。物語の進行に伴い徐々に自立する姿勢を見せ、終盤ではたどたどしい口調ながらも絵麻以外のスタッフと会話を行っている。アニメーションを作る理由を「さが」であると答えている。
劇場版ではフリーランスとなり、絵麻と同居している。
堀田 光（ほった ひかる）
声 - 北沢力
アニメーター。原画マン。再放送されていた『超飛空要艦マジダス』に憧れ、アニメーターを目指すようになった。3Dによる作画を、「味も情緒も無い」「絵を描く楽しみが無い」と評価しており、自分は生涯手書きアニメーターである、と決意を語っている。
新川 奈緒（しんかわ なお）
声 - 日野まり
茶髪で、オーバルフレームのメガネをかけた色指定・検査。
『えくそだすっ！』第3話の完成のために4話の作業を止めてスタッフを割り当てたことについてあおいを呼び出し、後ろの工程ではそれ以上の負担や遅延が発生する以上、断るべきときは断る判断も必要だと叱るなど、時として厳しい姿を見せるが、当人に仕事への理解を促すためである。反面、不測の事態に余裕をなくしているあおいに大丈夫だから落ち着いて作業すれば大丈夫だと声を掛けるなど、面倒見のいい様子も見られる。この職業に就いたきっかけを「子供のころから塗り絵が好きだったから」と語っている。
劇場版では数少ない居残りスタッフとして引き続きムサニで色彩を担当している。
下柳 雄一郎（しもやなぎ ゆういちろう）
声 - 間島淳司
3D監督。温厚な性格で、人当たりもよい。
『えくそだすっ！』第8話の最終シーンの作業時に、本来の作業に加え、作画監督の遠藤の負担を考えて作画の参考資料として爆発エフェクトを加えた参考映像を作ったことから遠藤とトラブルになるも、『伝説巨大ロボットイデポン』展で意気投合したことをきっかけに蟠りも解消され、仕事の話を含めて交流するようになった。
高橋 球児（たかはし きゅうじ）
声 - 田丸篤志
劇場版から登場。タイマス事変後に入社した武蔵野アニメーションの制作進行。明るい性格で、古風なオタク口調で話す。ゴシップを含めた業界裏事情に精通している。
佐倉 良樹（さくら よしき）
声 - 高梨謙吾
撮影監督。
メガネをかけた既婚男性。スケジュールがどれだけ逼迫しようと「撮影は待つのも仕事」「積まれればやるよ」とどんなときにも冷静さと落ち着きを失わなわず、かつ仕事も速いベテラン。またエフェクトに関しては新ソフトの導入や自ら新たな効果を作りあげることにも熱心である。木下も「安心と挑戦の佐倉」と全幅の信頼を寄せている。自宅にはホームシアターを据えており、それで古今の名作を観るのが趣味のようである。
その他のスタッフ
向井 優地（声 - 石川賢利）、3Dクリエーター。橋本 雄也（声 - 村田太志）、原画マン。清野 守（声 - 浜添伸也）、原画マン。

### 社外スタッフ
木下 誠一（きのした せいいち）
声 - 檜山修之
『えくそだすっ！』および『第三飛行少女隊』監督。メガネをかけている。
初監督作品は『裸の催眠術師』。『ハニーとクローバー』『望遠機動隊』などの原作つき作品で評価され、表彰を受けたこともあった。恰幅が良い体型もあって暑がり。唐揚げとモンブランが大好物。
こだわりや優柔不断さから製作中に設定を変えてしまうなどの言動により、全体のスケジュールに影響を及ぼすことがある。口下手な監督を自称しているが、気持ちが高ぶると熱弁を振るう。離婚歴あり。
夢で締め切りにうなされるほど気が小さく、子供じみた言い訳や、ごまかしをすることがある。
初のオリジナル作品『ぷるんぷるん天国』においてスケジュールの破綻から極めて低い品質のものを世に出して酷評され、『えくそだすっ！』までの6年間、OVAやwebアニメの仕事だけでテレビシリーズのアニメーションを作ることができなかった。以来、インターネットの論評などは見ないようにしている。
劇場版では「タイマス事変」のダメージが尾を引き、『SIVA』の監督を依頼されるまでくすぶっていた。
山田 昌志（やまだ まさし）
声 - 浜田賢二
フリーランスで作画上がりの演出家。
『えくそだすっ！』と同じく木下誠一が監督だった『ぷるんぷるん天国』の第9話が演出家デビュー作であり、インターネット上では伝説の作画崩壊回として「ぷるキュー」とネットスラング化されて一緒に名前が広まってしまったことを、現在でも木下に対して根に持っている。普段は穏やかだが、頑固さや、感情を露にすることも少なくない。日本映画が好きで、絵コンテなどにその片鱗が見られる。『えくそだすっ！』では、主要キャラクターの「あや」をひそかに「あやちん」と呼んでおり、力の入れ方が違うことを他のスタッフからも指摘されている。タイムシートを作成する際、実際に台詞を口に出し、タイミングを計測している。
モーニングコールの際は「あと1時間」とゴネることを自分でよく分かっており、宮森にはそこまで織り込み済みでモーニングコールを依頼した。
アニメーションを作る理由については「自分の存在を確認するため」としている。
劇場版では監督として手掛けた作品がことごとくヒットを飛ばし、”巨匠”と呼ばれるようにまでなっていた。そのためTVシリーズではなかった増長さが見られるようになっている。
円 宏則（まどか ひろのり）
声 - 斎藤寛仁
フリーランスで撮影出身の演出家。長身で縁の細い丸いメガネをかけた風貌。デジタル方面に強く、デジタルコンテを描くことができるため、社内で重宝される。仕事は淡々とカットをさばいていくタイプ。過去の出来事から苦手意識がある木下や、山田とは異なり、インターネット上の感想や、実況なども楽しんでみている。
アニメーションを作る理由として「次の作品が作りたいから」と述べている。
劇場版では数少ない居残りスタッフとしてムサニでの演出を手掛けつつ、他スタジオにも出向している。
遠藤 亮介（えんどう りょうすけ）
声 - 松本忍
フリーランスのアニメーター。原画マン。既婚者（妻・遠藤麻佑美/ 声 - 橋本ちなみ）。『えくそだすっ！』第3話、第8話作監。エフェクトの作画で認められており、アニメーションにおける作画にはこだわりを持っている。比較的好みを露にし、円曰く「感覚最優先の暴走列車」。3D処理による作画には敵愾心と偏見を持っていたが、北野との対話や、『伝説巨大ロボットイデポン』の展示会で鉢合わせした下柳と意気投合したことなどを経て、再び『えくそだすっ！』の製作に取り組むと共に、他の作画技法に対する態度も軟化させている。
劇場版では「タイマス事変」でのダメージが強く残り、ほとんど仕事をしないようにまでなっていた。
瀬川 美里（せがわ みさと）
声 - 山川琴美
フリーランスの胸の大きな女性在宅アニメーター。『ビューティードリーマー』をきっかけにこの職業を目指すようになった。遠藤曰く「理詰めで作画をする」タイプである。仕事には手厳しいが酒には弱い。
『えくそだすっ！』第4話、第9話作監。遠藤からはその作画の方向性を巡って折り合いが悪いことを認識しているが、よく知っている間柄で、気にかけている様子が見られる。
　劇場版でもくすぶっている遠藤を奮起させようとするが、売り言葉に買い言葉で先輩風を吹かせてしまい却って傷つけてしまったと落ち込んでしまった。SIVAでは作監として参加。
木佐 光秀（きさ みつひで）
声 - 菅原雅芳
在宅アニメーター。原画マン。無責任に仕事を放棄することはしないものの作業は早いほうではなく、関係者の間では「木佐の『やってます』『あとちょっとです』は信用してはいけない」と有名。趣味はロードバイクで、ヒルクライムでトップに立つのが夢。アニメーションを作る理由を「自己表現」と語っている。
劇場版ではSIVAに原画として参加。
葛城 剛太郎（かつらぎ ごうたろう）
声 - こぶしのぶゆき
ウエスタンエンタテイメントのメーカープロデューサー。心配性で、木下監督の納期が遅れかねない発言に毎度心を乱していた。『えくそだすっ！』二期の話題になったときには、苦い顔をしていた反面、『えくそだすっ！』最終話の編集シーンでは「プロデューサーでよかった」と感動を口にしている。渡辺と共に、『第三飛行少女隊』の映像化の仕事を武蔵野アニメーションで受注できるように動いていた。
アニメーションを作り続ける理由として、「刺激」を挙げ、「見る人に刺激を与えたいし、刺激を受けたい」からとしている。
稲浪 良和（いななみ よしかず）
声 - 岩田光央
音響監督。『第三飛行少女隊』オーディション会議では、スポンサーの利害や思惑を優先した選出に対し、「政治的なキャスティングは必ず露呈し、作品にプラスになることは無い」と苦言を呈し、「経験が少なくても、何かを持っている人は育てればいい」と語る。
百瀬 勇（ももせ ゆう）
声 - 井上文彦、興津和幸（回想）
長野県にある小諸スタジオの社長。元々は武蔵野動画で働いていた。
舞茸 しめじ（まいたけ しめじ）
声 - 興津和幸
シナリオライター。絵コンテが仕上がらない監督が、最終話の内容を変えたいと言い出したため、本田が呼び出し、ストーリーと脚本の調整を行った。筆記用具にポメラを使用している。過去に、監督やメインライターが降板した作品をピンチヒッターとして立て直した実績がある。
今井に師匠と呼びかけられるたびに、「師匠じゃねぇよ」とやんわり否定している。しかし、武蔵野アニメーション訪問時に課題を出す形でシナリオライターの先輩として面倒を見ている。
劇場版ではSIVAの脚本家として参加。タイマスのリベンジができると依頼を快諾したものの、シナリオ作りに難航する。
渥美 裕治（あつみ ゆうじ）
声 - 濱野大輝
美術担当。『第三飛行少女隊』の背景美術を担当することに決まった。空や雲の表現にこだわりがあり、どんなに描いても頭の中にある理想が完全に再現できない奥深さを魅力と語る。また、理想を再現できないながらも、作中で狙った効果が出ることに喜びを感じているとも語る。
劇場版でもSIVAの美術背景として参加。
その他スタッフ
山渕 篤（声 - 野瀬育二）、ミキサー。
大山 匠（声 - 高橋伸也）、音響効果。
藤 明日香（声 - 高橋李依）、ミキサー助手。
中田 恵理（声 - 伊藤静）、音響制作。
浜崎 五郎（声 - 濱野大輝）、作曲家。
中林 渉（声 - 興津和幸）、編集。

### 『第三飛行少女隊』関係者
企画が『えくそだすっ！』と同じメンバーであるという条件で通っているため、基本的に制作陣は『えくそだすっ！』と同じメンバーで構成される。変更された肩書きなどは各キャラクターの項目を参照のこと。

#### 夜鷹書房
半藤 達也（はんどう たつや）
声 - 斉藤次郎
『第三飛行少女隊』の版元、夜鷹書房の編集長。
尾之上 将人（おのうえ まさと）
声 - 山本格
夜鷹書房編成局長。渡辺の麻雀仲間。原画マンのつてを求めて渡辺を訪ねてきたあおいに菅野光明を紹介し、実際に菅野宅に向かったあおいを見て、相手をするよう菅野に口添えをしている。
茶沢 信輔（ちゃざわ しんすけ）
声 - 福島潤
夜鷹書房の『第三飛行少女隊』担当編集者。
頭に「変な話」と付けて話すのが口癖で、メールの文面にも見られる。『第三飛行少女隊』のアニメ化については非協力的で、ミーティング後にも予定を入れるなど、自分のプライベートを優先している。原作者の野亀と武蔵野アニメーションとの間に立つ身でありながら、報告・連絡・相談を「面倒臭いから」怠り、あるいは握り潰していたため、双方の要望・意向がまるで通じ合わず、製作スケジュールを逼迫させる要因となった。木下が直接野亀と面会したことで、彼のそれまでの所業が上司や野亀に明らかとなった。

#### 原作者
野亀 武蔵（のがめ たけぞう）
声 - 櫻井孝宏
『第三飛行少女隊』の原作者。
間を取り持つ茶沢の連絡がいい加減なため、制作スタッフとは制作方針の話し合いはおろか、顔合わせや電話での会話の機会も与えられず、結果的に武蔵野アニメーションを振り回すことになってしまった人物。木下から直接メールが送られたことをきっかけに、木下と直接話し合う機会を得ることができた。最終話のラストシーンに関しては、主人公が立ち直るきっかけとなる新たなキャラクターを登場させることで木下と合意した。また、木下との会話でこれまでの茶沢のいい加減な仕事ぶりを知り、茶沢を一喝している。
かつて『セーラー服とF3』という作品をアニメ化されたことがあるが、設定やストーリーをアニメ製作者に大幅に改変された上に、アニメの質も低かったために野亀自身もバッシングされた過去を持つ。

#### 外注先
三村 健一（みむら けんいち）
声 - 興津和幸
スタジオタイタニックの制作デスク。質より量で仕事をこなす姿勢で、クオリティにおけるこだわりや責任意識は薄い。
薬師寺 笊良
声 - 濱野大輝
スタジオタイタニックが『第三飛行少女隊』の第5話にアサインした演出家。5本以上掛け持ちしているという状況ではあるものの、指定と人物が違うカット、緊迫したシーンでの台詞の間延びした時間指定など、普段温厚な木下が声を荒らげるぼどに杜撰な仕事をしていた。
人物のレイアウトミスなどについてはミスを認めて謝罪したものの、多忙を言い訳とした捨て台詞を木下に残し、帰った直後にそのまま降板している。
中垣内 伸昭（なかがうち のぶあき）
声 - 菅原雅芳
スタジオカナブンの社長。下柳の大学時代の2年後輩にあたり、下柳と一緒に仕事をしたいと思っていた。
大倉 正弘（おおくら まさひろ）
声 - 武虎
大倉工房の社長。気難しい背景画の巨匠。木下の推薦で『第三飛行少女隊』の背景を担当。渥美が業界を目指す切っ掛けを作った人物。若い頃は映画看板を描く職人を目指していたこともあり、描画は徹底したアナログ主義。日本各地を放浪していた経験もあって背景画の描写力とこだわりは業界でも高い評価を得ているが、アニメ製作現場のデジタル化について行けなくなって酒浸りの生活に陥っていた。丸川とは武蔵野動画時代からの旧知の仲。
池谷 ひろし（いけたに ひろし）
声 - 菅原雅芳
演出家。職場復帰した矢野が居場所を探し出し、当初の演出家が降りて不在になった『第三飛行少女隊』5話の演出を依頼し、引き受けさせた。仕事の進行が非常に遅く業務管理が難しいことで知られており、「人は、仕事のために生きてるんじゃない」云々というような消極的発言をする、矢野曰く「いつも仕事から逃げてる大人」のような人物で、関係者の間では、髭仙人というあだ名でも認知されている。前述の性格ゆえに金には困っている。仕事を請けた後も度々逃亡しようとしては矢野に抑えられている。
劇場版でも半ば矢野に引きずられるような形でSIVAの作監として参加する。
磯川 久光（いそかわ ひさみつ）
声 - 川田紳司
ACツチノコ社長。矢野、平岡とは専門学校時代の同級生。

### 声優
中春 鳴（なかはる めい）
声 - 中原麻衣
『えくそだすっ!』あかね役。『えくそだすっ!』作中のアイドルユニットと同名の声優ユニット『トレイシー』のメンバー。『トレイシー』として、『えくそだすっ!』のオープニング曲を歌いラジオ番組へも出演する。ソロで『えくそだすっ!』のエンディング曲も歌う。
伊藤 鈴鹿（いとう すずか）
声 - 伊藤静
『えくそだすっ!』あや役。『第三飛行少女隊』キャサリン役。『トレイシー』のメンバー。
茅菜 夢衣（かやな むい）
声 - 茅野愛衣
『えくそだすっ!』あるぴん役。『トレイシー』のメンバー。
鈴木 京子（すずき きょうこ）
声 - 金元寿子
『第三飛行少女隊』主人公のありあ役。代表作を持っていない新人声優。
相馬 れな（あいば れな）
声 - 田村ゆかり
『俺様のハーレムが少しずつ崩壊してるかもしれないけどたぶん気のせいかもしれない（仮）』オーディションに来た声優。『背徳ロボ サドカマゾカ』『もんもんびより』などのレギュラー作品10本を抱える売れっ子声優。
永井 つかさ（ながい つかさ）
声 - 山岡ゆり
『野球のプリンス様』主演声優の一人。『第三飛行少女隊』のオーディションにも参加。
森 しのぶ（もり しのぶ）
声 - 高橋李依
24プロデュース所属。『俺様のハーレムが少しずつ崩壊してるかもしれないけどたぶん気のせいかもしれない（仮）』オーディションに来た声優。
佐久間 ひろみ（さくま ひろみ）
声 - 高橋李依
赤鬼プロダクションに所属する声優。しずかと共に『野球のプリンス様』のガヤを担当。
縦尾まり（たてお まり）
声 - 横尾まり
声優。しずかが通っていた声優養成所の講師でもあり、居酒屋「松亭」に様子を見に来た。オーディションをうまくこなせなかったと悩むしずかに、来るかわからない結果の連絡を待つ辛さに理解を示しつつ、関わっている演劇の稽古の見学に誘い、声優としての姿勢を諭す。

### その他のアニメーション関係者
富ヶ谷（とみがや）
声 - 岩田光央
G.I.STAFF制作進行。『SDDR II』の担当。瀬川宅の1台分しかない駐車スペースをあおいと奪い合っている。仕事の目標を「ペクサーの様な会社を興し、独立すること」と掲げている。
北野 三郎（きたの さぶろう）
声 - 野中秀哲
『超飛空要艦マジダス』で「北野サーカス」と呼ばれる技法を産み出した伝説のアニメーター。手書き主体のアニメーターだが、現在は3Dでのアニメーションを目指す人々に「ジャパニメーションのコツ」を教えている。遠藤に飲みに誘われ、堀田を加えた3人で語らううちに現場での3D班との対立の話題になり、3D処理による作画手法を頑なに否定し、「そっちの人間」と線引きをしようとする遠藤を一喝し、3D側との融和や向き合い方について語った。
北条 弘明（ほうじょう ひろあき）
声 - 手塚ヒロミチ
スタジオカナンのラインプロデューサー。『俺の手作りロボットが思春期で大変です』のスケジュールが破綻寸前の状況で、元々声をかけてあった大学の後輩でもある落合に、予定を繰り上げ移籍するように頼み込んだ。
河野 幸泰（こうの ゆきやす）
声 - 青山穣
サワラスタジオに音の資料としてドンブラを届けたあおいを入り口で呼び止めた音響効果。30年前に映画の仕事を志し、知り合いのつてで、音響効果の世界に入った。「続けないと仕事って面白くならないからさ」と継続することで仕事のモチベーション、面白みが見えるという立場の話をあおいにしている。
菅野 光明（かんの みつあき）
声 - 樫井笙人
第11話の最後で話題に上り、第12話に登場したアニメーション監督で、現役のアニメーターでもある。代表作は『新世代アヴァンギャルドン』。一人称は「ワシ」。あおいからの原画の依頼は断るが、武蔵野アニメーションに所属している杉江がその絵コンテの映像化を可能にする人物であるという事実を、いくつかのエピソードと共にあおいに伝える。また、「アニメーターは派手さよりも動きの基本を学ぶべきだ」、「アニメーターも人間だから『お前にしかできない』と言われたい」という持論とヒントをあおいに話している。
『第三飛行少女隊』スポンサー関係者
水山 康宏（声 - 高木渉）、広告代理店プロデューサー。遠城 営助（声 - 飛田展男）、ブッコミゲームス プロデューサー。屋良瀬 匠（声 - 真殿光昭）、ゴリオシミュージック プロデューサー。枕田 強（声 - 子安武人）、DKレース・クリエイティブ プロデューサー。
『第三飛行少女隊』の声優オーディション会議に立ち会った各関係のプロデューサー、遠城・屋良瀬・枕田が各々で利害関係や個人的な好みに基準を置いて選んだ声優ばかりを推薦し、会議を引っ掻き回し長引かせた。
『山はりねずみアンデスチャッキー』スタッフ
森宮 三郎（声 - 家中宏）、監督。佐賀森 幸次（声 - 野瀬育二）、美術監督。
『俺様のハーレムが少しずつ崩壊してるかもしれないけどたぶん気のせいかもしれない（仮）』スタッフ
篠田 俊樹（声 - 山岸治雄）、監督。辻田 光良（声 - 斎藤寛仁）、ラインプロデューサー。中山田 信雄（声 - 松本忍）、メーカープロデューサー。若柱 博一（声 - 斧アツシ）、音響監督。岸谷 宏（声 - 江越彬紀）、音響制作。
スーパーメディア・クリエイションズ関係者
立石 孝一（声 - 早志勇紀）、社長。土橋（声 - 野瀬育二）、ラインディレクター。なつき（声 - 日野まり）、車の内装を担当している。三浦（声 - 粟津貴嗣）、車の外装を担当している。
アニメ制作会社 ザ・ボーン関係者
伊波 政彦（声 - 高木渉）。竹倉 圭司（声 - 保村真）。小野寺（声 - 村田太志）、演出家。
宮井 楓（みやい かえで）
声 - 佐倉綾音
劇場版に登場。ウエスタンエンタテイメントのアシスタントプロデューサー。
三崎 芳雄（みさき よしお）
声 - 鈴村健一
劇場版に登場。株式会社げ～ぺ～う～の社長。

### その他
ミムジー&ロロ
声 - 木村珠莉
ファッションドールがミムジーで、熊の縫いぐるみがロロ。あおいの私物で、彼女が悩みや葛藤を抱えているときに操演し、代弁させている。第三者からの視点が描かれたときには、画面上に存在せず、あおいの口が動いている描写や、その内容を耳にして声をかけられている。第三者からは、独り言をつぶやいているように見えるように表現されている。ミムジーが疑問や不満を投げかけ、ロロが諌めたり諭したりすることが多い。
宮森 かおり（みやもり かおり）
声 - 森谷里美
あおいの姉。あおいには「ねいちゃん」と呼ばれており、あおいの携帯電話の着信名も「ねいちゃん」で登録されている。地元の信用金庫に勤務。有給休暇をとってあおいの元へ遊びに来て、あおいの留守中に、あおいのとっておきの雲丹の缶詰を無断で開けて食べたり、シャンプーや服などを借りて使ったりするなど、奔放な性格。
劇場版では既婚者になっており、息子も生まれている。
あおいの母
声 - 慶長佑香
地元にあおいの父と住んでいる。地元の地上波では見られない『えくそだすっ！』をケーブルテレビで視聴している。あおいへの電話では「へそくだす」とタイトルを間違えたり、内容はよくわからなかったとしたりしているものの、エンドテロップに表示されたあおいの名前を何度も見たと話したり、差し入れをしたりするなど、あおいの仕事を陰ながら応援している。

## 用語
本作では、業種固有の言い回しや作業などがあり、会社によって解釈や定義が異なることもあるため、公式サイトには作業手順の概要や用語集が用意され、武蔵野アニメーション内での定義が明示されている。これらは、オンエア毎に必要に応じて追記されるようになっている。

### 企業
株式会社 武蔵野アニメーション
本作の舞台となる架空のアニメ制作会社。本作の原作者（共同筆名）としてクレジットされている。
略称は「ムサニ」。社内での呼び方や、ウェブサイトのドメイン名 (musani.jp) に見られる。
資本金は1000万円、事業内容は映像製作としている。『第三飛行少女隊』制作の翌年に40周年を迎え、最初にオリジナル作品として手がけたものは『アマゾン白べこ』である。
本作のプロモーションとして、本作のものとは別に同社の公式サイトが設置されたほか、コミックマーケット86のワーナーブースでは、宮森あおいの名刺や、設定資料に模した本作の紹介が入った、武蔵野アニメーションのロゴ入りのカット袋が配布された。これらに記載された電話番号は実在しており、電話をかけると登場キャラクターによる番組紹介が流れ、名刺に書かれたアドレスにメールを送信すると作品の案内が自動返信され、内容は一定期間ごとに別のものに差し替わるようになっていた。これらの電話番号、メールアドレスなどは、プロモーションとして設置されたサイトや、作中でも使用されている。
アニメ制作会社が多い東京都武蔵野市に所在するという設定で、最寄り駅として武蔵境駅が描かれているが、似た住所は実在するものの、設定されたものは架空のものである。
現在の会社の規模は同業者の中では大きいほうではないが、かつては今よりも社屋も規模も大きな会社であった。前身は『アンデスチャッキー』（後述）等を手がけた武蔵野動画。
スーパーメディア・クリエインションズ
立石孝一が社長を務めるCG制作を行う企業。現在の従業員は50人程度。創立10年未満の新興企業である。以前は他の題材も手がけていたが、ここ6、7年は車に関わるCGの作成に業務を特化しており、自動車のCGについて定評を得るに至る。給与、福利厚生などは、他の同様の企業よりも条件がよく設定されている。最近、前作は他社が手がけていたゲーム、『グランスピード』の二作目の仕事を受注した。
スタジオ タイタニック (Studio TAITANIC)
平岡の紹介で『第三飛行少女隊』をグロス出ししたアニメ制作会社。
社内は乱雑に物が散らかり、閑散としている。
特徴的な建物の意匠は、茨城県大洗町のビアバー「ヴィンテージ・クラブむらい」を参考に描かれている。
スタジオ カナブン
下柳の後輩である中垣内伸昭が立ち上げたCG製作会社。従業員5人程度の小さな会社。武蔵野アニメーションの下請けの形で、『第三飛行少女隊』の制作に関わる。
有限会社 武蔵野動画
武蔵野アニメーションの前身となるアニメ制作会社。『山はりねずみアンデスチャッキー』などを制作した会社で、丸川社長や杉江夫妻、百瀬夫妻などが所属していた。40年ほど前に倒産しており、社屋は武蔵野アニメーションが倉庫として管理、使用している。倒産時にスタッフは方々に散って行ったが、武蔵野動画のスタッフを一番多く引き継いだのが武蔵野アニメーションである。

### 劇中劇
下記の他、本作の背景に描かれるポスターや台詞などには、実在の作品などのオマージュやパロディと思われるものが多数登場している。
えくそだすっ！
武蔵野アニメーションが7年ぶりに元請制作する全13話のテレビアニメ、という設定の劇中劇。出演声優が内容として語った概要は「アイドルユニットトレイシーが逃げまくるお話」。この作品の制作過程が本作前半の主軸となっている。劇中での、各話担当者などは、公式サイトに一覧などがあり、既にスケジュールが逼迫した状況であることが参照できるようになっている。本作のDVD / BDの第3巻には第1話が特典として収録された。当初どちらかで収録予定であったが、ワーナー側の配慮により、オープニング、ならびにエンドクレジットは、現実のスタッフと、劇中のスタッフのクレジット双方が収録された。作中での評価は、第1話では興津にバーナー兄弟社の人間から面白かったと言及されているほか、劇中のインターネットの感想を確認していた本田などによれば「おおむね高評価」となっている。また、第12話では関係者とはいえ、直接的な制作を行っていない葛城が涙を流し感動している姿が描かれている。パッケージの売り上げは4000〜5000枚。
- キャスト
  - あかね - 中春 鳴（なかはる めい）（声 - 中原麻衣）
  - あや -  伊藤 鈴鹿（いとう すずか）（声 - 伊藤静）
  - あるぴん - 茅菜 夢衣（かやな むい）（声 - 茅野愛衣）

第三飛行少女隊
『月刊トップス』に連載中の累計100万部突破の人気コミックス。原作者は野亀武蔵。第13話時点で単行本の既刊は4巻。略称は「サンジョ」。人気作品であるため複数のアニメ制作会社からも映像化の申し出がきており、作者の野亀はギブリによる映像化を希望していたが、葛城、渡辺の働きにより、武蔵野アニメーションが映像化権を獲得した。本編後半はこの作品の制作過程が物語の主軸となる。武蔵野アニメーションは10月からの放映を条件に1クール（全13話）の構成を予定したスケジュールで受注した。
原作者は「死と再生の物語」として、木下は「チームワークの物語」として作品を捉えていた。
本作のDVD / BDの第7巻には第1話が特典として収録され、付録のブックレットでキャラクターのフルネームや基本設定が明かされた。以下はブックレットおよび前述の1話内での設定に基づく。
- 作品の概要

世界中で巨大な建築物を造り上げる謎の敵「ビルダー」の侵攻で高度な電子機器が使えなくなった世界で、人類は1970年代以前の戦闘機で立ち向かっていた。調布基地第307部隊（通称ヘル・アリス）の少女達の戦いを描く。
- キャスト
  - 春夏秋冬（ひととせ）ありあ - 鈴木 京子（すずき きょうこ）（声 - 金元寿子）
クールな態度のエースパイロットで、三菱F-1に搭乗。冷徹な戦闘ぶりから「アイスドール」の異名を持つが、辛い過去があったことを示唆するシーンがある。
  - キャサリン・ウェラー - 伊藤 鈴鹿（声 - 伊藤静）
1話でありあ達に救出され、第307部隊に後に配属されたアメリカ出身の少女。救出直後は記憶喪失であった。「SHIROBAKO」本編の方では終盤に死亡することが示唆されている。
  - クリスティーネ・ワルデガルド - 牧瀬 彩乃（声 - 米澤円）
スウェーデン出身の少女。大らかで優しい。
  - タチアナ・ヤコブレフ - 常磐 ひろ子（声 - 山岡ゆり）
三つ編みでメイド服のような装いの小柄なロシア出身の少女。MiG-23に搭乗。
  - ノア・アシュケナージ - 浅上 エリ（声 - 沼倉愛美）
イスラエル出身のロングヘアの少女。IAIクフィルC2に搭乗。
  - エカテリーナ・ヴァロア: 声 - 葉山いくみ
第307部隊の司令官を務める隻眼の女性。右手は義手。

セーラー服とF3
野亀武蔵原作の漫画で、かつて武蔵野アニメーション以外の会社によりアニメ化されていた。平岡が当時所属していた会社でグロス請けをしていた作品であるが、アニメ版は主人公のキャラも変えられ、運転シーンを水着で描写するようなお色気重視に改変を行うなど、原作を無視した無茶苦茶なストーリーかつ低品質な仕上げだったため不評に終わっている。野亀もとばっちりでバッシングを受ける羽目になっており、平岡曰く「散々だった」。
山はりねずみアンデスチャッキー
あおいが好きな動物アニメ。杉江がメインで原画を描いていた頃の古い作品なので、あおいは再放送で見ており彼女は何かにつけて話題に出すものの、若い世代の登場人物からの反応は鈍い。
武蔵野アニメーションの前身である武蔵野動画が手がけた作品であり、第19話では、制作当時の回想がキャラクターを交え描かれた。同話の特殊EDとしてフルバージョンのOPが披露された。
神仏混淆 七福陣（しんぶつこんこう しちふくじん）
上山高校アニメーション同好会の5人が活動として文化祭用に自主制作したオリジナルアニメ。作業は声優、作画も含め、全員で取り組んでおり、キャラクターに対し、足りない分は兼ね役で演じていることが劇中で表現されている。また、しずかにとっては完成したこの作品がモチベーションとなっており、落ち込んだときに鑑賞する姿が描かれている。
ぷるんぷるん天国
木下が以前に監督として製作した低予算アニメ。木下にとっては、初のオリジナル監督作品。略称は「ぷる天」。
制作開始前から予算もスケジュールもタイトな条件であったが、木下のコンテ、ならびにコンテチェックの遅延を引き金にスケジュールが破綻。品質の低下は「ぷるってる」などと呼ばれ、納品が間に合わなかったことから総集編で3度も時間を稼ぐ事態が発生している。結果として作品の表現に対してBPO、PTAからのクレームが発生したほか、公式サイトにあった投稿欄には罵詈雑言などの書き込みが相次いだためにコメント欄を閉鎖したところ、DoS攻撃によりサイト自体が停止する、イベントでも問題が発生し、謝罪をするものの火に油を注ぐ結果になる、最終的には納品を拒否されるなど、惨憺たる状況が描かれている。
特に品質の低かった第9話は劇中で作画崩壊の代名詞となっており、「ぷるキュー」の名前でネットスラング化している。派生した表現では「ぷるキューライン」「ぷるキュー超え」など、それを基準とした表現も見られ、劇中で表示された解説ページによれば、背景のみのシーンや、胸部が不自然に揺れるシーン、作画が著しく崩れているシーンなどが多数見られたことがうかがえる。本作中でも、動画が崩れる懸念があるときに「動画がぷるんぷるんしちゃう」と口にされるシーンが散見される。納品は期限の5分前、プロデューサーが更迭されたといううわさも立てられていたが、木下曰く、納品は10分前で、更迭の事実は無いとのこと。
本作のスケジュール崩壊の負の影響は大きく、作業期間の少なさからほぼ何も出来なかったにも関わらず担当者としてクレジットされている者もおり、前述の山田もその一人である。それ以外にも、音響スタッフの稲浪もこの件についてはとばっちりを受けたと発言し、いくつか辛辣な物言いをしている他、木下の名前を聞いただけで仕事を断る者までおり、「アレ」など、タイトルを口に出すことを避ける表現も関係者の間では見られる。
本作について、本田は「キャラも立っていて、ギャグも切れがあり面白かった」と評価しているが、木下曰く「ギャグではなく萌えを目指した」作品とのこと。
伝説巨大ロボット イデポン (Space Exodus Idepon)
劇中の時代で35周年を迎えるロボットアニメーション。秋葉原WXPで、今世紀最後を銘打った展示が開かれた。無限のエネルギーを巡って、凄惨な戦争が繰り広げられる物語。遠藤と下柳のアニメーションに対するモチベーションの原点となっている。
俺様のハーレムが少しずつ崩壊してるかもしれないけどたぶん気のせいかもしれない（仮）
坂木しずかが声優オーディションを受けたアニメーション作品。
超飛空要艦マジダス
本作第5話で登場した北野三郎がかつてスタッフとして参加し、「北野サーカス」なる表現手法を用いたSFロボットアニメ。
この作品について言及された第5話では「北野サーカス」の映像も描かれており、板野一郎に対して5話、6話のスタッフコメンタリーにゲスト出演を依頼したこと、「北野サーカス」について「これは板野サーカスじゃない」と叱られた旨、原画についても依頼したが断られた旨などが本作プロデューサーである堀川によって言及されている。
俺の手作りロボットが思春期で大変です
第7話に登場する、スタジオカナンの現在作製しているオリジナルロボットアニメ。略称は「ロボはる」放映期間は、作中の翌年1月から、2クールの予定。既に製作は始まっているが、1話目からスケジュールが逼迫し当日納品の見込みで2話目にして既に絵コンテの完成が該当回の編集の3日前と、『えくそだすっ！』よりさらに末期的な様相を呈しており制作デスクも2人続けて逃亡するなどスタッフ確保にも困っている。その状況をもってしても「『ぷるんぷるん天国』よりまし」と山田は表現している。
野球のプリンス様
野球もののアニメーション作品。略称は「やきぷり」。男性声優メインの作品であるため、『野球のプリンス様』の第16話に坂木しずかと佐久間ひろみが女性のガヤとして呼ばれ出演した。
新世代アヴァンギャルドン (AVA)
菅野光明がかつて監督を務め、木下誠一が演出として参加したヒット作品で略称は「アヴァ」。1995年に宮森が2歳のころにTV放映され、その後に劇場版が公開されていることが、第12話での宮森と菅野の会話で明かされている。
朝立宇宙軍
大倉正弘が過去に背景美術として参加した作品。

## 作風
P.A.WORKS代表の堀川憲司は、本作のバランスついて「『SHIROBAKO』は、「あるある」50%、「こんなんだったらいいな」20%、「ネーヨ！」10%、「え(゜_゜;)」10%で構成されています。あと10%は？」と発言しており、描きたいこととして、「様々なセクション間の横の繋がりと、ベテランと中堅と新人の縦の繋がり。それらの関係を持って目的を共有することと技術を継承すること。」を挙げている。また、「先人が成し得たことと、これから若手が発展させること。その中継ぎ的な役割として、今の彼らを記録しておくこと」を物語にこめたと語っている。本作の劇中劇のスケジュールについては「1日単位で作ってある」と言及している。
2014年11月29日のまんたんウェブ内のコーナー「アニメ質問状」では、堀川は作品のテーマにアニメの制作現場を選んだ理由として、制作現場で働く人々の創作に対する情熱に惹かれること。物語で語られることが、実際の長年の制作経験から生まれたテーマや台詞であり、リアリティーを表現できること。アニメーションの制作現場を取り巻く環境が、様々な条件、環境が大きく変わりつつある中で、自分たちがアニメーションを作り続けるために何を大切にしなければならないかを考えるきっかけにしたかったからであると語っている。また、作品を作るうえでうれしかったことや大変だったことについて、スタッフ自身から「この作品を見て、他のセクションがどんなことをやっているのか分かった」という声がうれしかったとしているほか、水島が何本もの作品を並行して抱えながらそのスケジュール確保が大変と答えており、例えとして「作中の木下監督の5倍くらいの仕事量と忙しさ」だと表現している。
本作の監督である水島努は、本作の絵コンテなどの素材について「作中登場する人物の原画や絵コンテや文字は、統一感をはかるために、それぞれのキャラごとに担当がいます。私の担当は木下監督です。」と言及している。
アニメ監督の水島精二は、2014年のハロウィンには木下に扮した仮装写真を公開した他、作中で彼が監督としての評価で個人賞を受賞したことを羨んだり、「木下監督っぽい人が監督した『楽園追放』が公開だぞ」といった宣伝を行ったりするなど、木下に絡めた発言をしている。2015年には、フィンランドのアニメ誌の取材で、「木下監督が放送を落としてるがあればあなたか？」と質問されたことを風評被害と冗談交じりにつぶやいている他、他のいくつかの取材でも最後に木下について質問されたとしている。また、これらの影響について「あのメール？ 電話だったっけ？ を受け取った時から覚悟してた事！」と謝罪する水島努に対し返事をしており、事前に話があったことが示されている。
スタジオエルの菊地功一はWeb上に感想としていくつかの日記を掲載しており、実際の現場を当てはめた場合、高梨以外の言動、行動も多くの問題を孕んでいるのではないかと指摘している。
2014年12月3日に各配信サイトで、第6話の配信が権利上の都合により一時停止される状況となった。

## 評価
批評家の高瀬司によると、P.A.WORKSの社長である堀川憲司は、『true tears』『グラスリップ』『花咲くいろは』といった過去の作品では、P.A.WORKSの若いスタッフたちが仕事を楽しいと思えるアニメを作ることを目指してきたが、これを最も直接的に反映した集大成的作品が『SHIROBAKO』であるという。これらの過去の作品では、地方の仕事でのドラマを描きながら、それを富山でアニメ制作に携わる自分たちの姿に重ね合わせてきたという構造であったが、『SHIROBAKO』ではこれを逆転させて、東京のアニメ制作現場で起こるドラマを、一般的な社会人視聴者が自分たちの仕事に重ね合わせて観ることができるようにしている、と高瀬は考察している。それゆえにアニメ業界への興味の有無を超えてより幅広い層に響く作品として成立し、またメインキャラクターが思春期の男女に限られがちなアニメ作品において、社会人にスポットを当てるという挑戦を成功させたのだという。
アニメ制作会社に在籍していた経験を持つというライターの揚田カツオは、本作について『ダ・ヴィンチNEWS』のコラムにて、アニメ制作では通常は腕の立つ社外のアニメーターを頼るが、いよいよ時間がなくなった時は社内のアニメーターを頼るのがセオリーで、作中の制作デスクの本田もそのように行動したことが非常にリアルであること、その後のわずかな会話からも武蔵野アニメーションの社内事情が透けて見えることから、可愛らしい少女たちのビジュアルとは裏腹に細部まで作り込まれた本気の業界ドラマであると評価している。
アニメ評論家の藤津亮太は、主人公・宮森あおいの作中での動向から本作を「新人社員が一人前の職業人になっていく」パターンの物語であると表現し、その物語を「仕事」
「会社（組織）」「人生の目的」という3つの階層の重なりとして描いていると述べる。そしてこの3つの視点の共存により本作は「お仕事モノ」としての普遍性を獲得したと評価している。
2014年11月14日の日本テレビ『ZIP!』内のコーナー「チューモーク！」では、ハードルが高い舞台裏というテーマに注目したお笑い芸人のサンキュータツオに「いろんな登場人物を追うだけでも面白い作品だと思う」と紹介されている。
『チ。-地球の運動について-』の原作者の魚豊は各話3回観るほど気に入り、アニメやモノを作る良さを感じたという。

### 受賞歴
- 第20回アニメーション神戸賞 作品賞[53][リンク切れ][54]
  - 審査委員を務めた『月刊ニュータイプ』編集長の水野寛によると、アニメーション制作の流れを丁寧に描写することでアニメ業界への憧れを持つ若い人たちに興味深い作品になっただけでなく、作品の世界観やキャラクターの設定などが今の時代や視聴者の空気ともリンクしており、作り手の内輪受けになることなく、働くということについて普遍性のあるエンターテイメントに仕上がっていたことが贈賞理由となったという[53]。
- 第19回文化庁メディア芸術祭アニメーション部門 審査委員会推薦作品[55][56]
  - テレビアニメーション作品としては唯一の選出[57][56]。
- 東京アニメアワードフェスティバル2016 アニメ オブ ザ イヤー テレビ部門 グランプリ[58][59]
- SUGOI JAPAN Award 2016 アニメ部門 第2位[60]

## スタッフ
- 原作 - 武蔵野アニメーション[61]
- 監督・音響監督 - 水島努[62]
- シリーズ構成 - 横手美智子[62]
- キャラクター原案 - ぽんかん⑧、野上武志（『第三飛行少女隊』）
- キャラクターデザイン・総作画監督 - 関口可奈味、森島範子（『えくそだすっ！』）、西畑あゆみ（『第三飛行少女隊』）[62]
- 美術監督 - 竹田悠介、垣堺司
- 美術設定 - 宮岡真弓、垣堺司
- 色彩設計 - 井上佳津枝
- 撮影監督 - 梶原幸代
- 3D監督 - 菅生和也
- 編集 - 髙橋歩
- 音楽 - 浜口史郎
- 音楽プロデューサー - 土肥範子
- プロデューサー - 堀川憲司、山崎史紀、福田順、岡村武真、金庭こず恵、田島宏行、伊藤幸弘
- プロデュース - 川瀬浩平、永谷敬之
- ラインプロデューサー - 相馬紹二
- アニメーション制作 - P.A.WORKS[62]
- 製作 - 「SHIROBAKO」製作委員会

## 主題歌

### オープニングテーマ
「あいむそーりーEXODUS」
劇中劇『えくそだすっ！』OPであり、『SHIROBAKO』第1話OP。作詞はアポカリプス熱海（水島努）、作曲・編曲は高島和志（高木隆次）、歌は中春鳴（中原麻衣）、伊藤鈴鹿（伊藤静）、茅菜夢衣（茅野愛衣）によるユニット「トレイシー」。
「COLORFUL BOX」
『SHIROBAKO』前期OP。作詞は分島花音、作曲はカヨコ、編曲は千葉"naotyu-"直樹、歌は石田燿子。
「宝箱-TREASURE BOX-」
『SHIROBAKO』後期OP。作詞・歌は奥井雅美、作曲はカヨコ、編曲は千葉"naotyu-"直樹。
「アリス・イン・ブルー」
劇中劇『第三飛行少女隊』OP。作詞はくまのきよみ、作曲・編曲は渡部チェル、歌はRita。

### エンディングテーマ
「Animetic Love Letter」
『SHIROBAKO』前期ED。作詞・作曲は桃井はるこ、編曲は渡辺剛、歌は宮森あおい（木村珠莉）、安原絵麻（佳村はるか）、坂木しずか（千菅春香）。
「プラチナジェット」
『SHIROBAKO』後期ED。作詞・作曲は桃井はるこ、編曲は渡辺剛、歌は宮森あおい（木村珠莉）、安原絵麻（佳村はるか）、坂木しずか（千菅春香）、藤堂美沙（髙野麻美）、今井みどり（大和田仁美）によるユニット「どーなつ◎くいんてっと」。
「山はりねずみアンデスチャッキー」
劇中劇『山はりねずみアンデスチャッキー』OPであり、『SHIROBAKO』第19話ED。作詞は水島努、作曲は浜口史郎、編曲は松尾早人、歌はくにたけみゆき。
「Cメロから愛を込めて」
劇中劇『えくそだすっ！』ED。作詞はくまのきよみ、作曲・編曲は高木隆次、歌はあかね（中原麻衣）。
「Angel Fly」
劇中劇『第三飛行少女隊』ED。作詞はくまのきよみ、作曲は渡部チェル、編曲は渡辺剛、歌はRita。

## 各話リスト
| 話数           | サブタイトル                               | 脚本       | 絵コンテ        | 演出              | 作画監督                                                                         |
| -------------- | ------------------------------------------ | ---------- | --------------- | ----------------- | -------------------------------------------------------------------------------- |
| #01            | 明日に向かって、えくそだすっ！             | 横手美智子 | 水島努          | 水島努            | 関口可奈味、秋山有希 大東百合恵、川面恒介                                        |
| #02            | あるぴんはいます！                         | 横手美智子 | 平井義通        | 菅沼芙実彦        | 大東百合恵                                                                       |
| #03            | 総集編はもういやだ                         | 横手美智子 | 許琮            | 許琮              | 秋山有希、大東百合恵                                                             |
| #04            | 私ゃ失敗こいちまってさ                     | 吉田玲子   | 岡村正弘        | かおり            | 川面恒介、朱絃沰、熊田明子                                                       |
| #05            | 人のせいにしているようなヤツは辞めちまえ！ | 吉田玲子   | 湖山禎崇        | 湖山禎崇          | 西畑あゆみ、森島範子、朴允玉 川面恒介、大東百合恵                                |
| #06            | イデポン宮森 発動篇                        | 吉田玲子   | かおり          | 守岡博            | 川面恒介、朴允玉、神崎舞人 川口千里、鈴木理沙、西畑あゆみ                        |
| #07            | ネコでリテイク                             | 横手美智子 | 菅沼芙実彦      | 菅沼芙実彦        | 秋山有希、大東百合恵                                                             |
| #08            | 責めてるんじゃないからね                   | 横手美智子 | 許琮            | 許琮              | 秋山有希、大東百合恵                                                             |
| #09            | 何を伝えたかったんだと思う？               | 吉田玲子   | 湖山禎崇        | 湖山禎崇          | 西畑あゆみ、川村夏生 竹田欣弘、川面恒介                                          |
| #10            | あと一杯だけね                             | 吉田玲子   | 許琮            | 今泉賢一          | 竹田欣弘、神崎舞人、朱絃沰 鈴木理沙、秋山有希、大東百合恵                        |
| #11            | 原画売りの少女                             | 横手美智子 | 柿本広大        | 高島大輔          | 齊藤佳子、川面恒介                                                               |
| #12            | えくそだす・クリスマス                     | 横手美智子 | 倉川英揚        | 倉川英揚          | 川面恒介、川村夏生、神崎舞人                                                     |
| #13            | 好きな雲って何ですか？                     | 横手美智子 | 菅沼芙実彦      | 熨斗谷充孝        | しまだひであき、松坂定俊                                                         |
| #14            | 仁義なきオーディション会議！               | 横手美智子 | 駒井一也        | 菅沼芙実彦        | 秋山有希、大東百合恵                                                             |
| #15            | こんな絵でいいんですか？                   | 横手美智子 | 菅沼芙実彦      | 横田一平          | 野田康行、齊藤佳子                                                               |
| #16            | ちゃぶだい返し                             | 吉田玲子   | 倉川英揚        | 太田知章          | 川面恒介、大東百合恵、川村夏生 佐藤陽子、今泉賢一、朱絃沰                        |
| #17            | 私どこにいるんでしょうか…                  | 吉田玲子   | 許琮            | 許琮              | 秋山有希、大東百合恵、西畑あゆみ                                                 |
| #18            | 俺をはめやがったな！                       | 浦畑達彦   | 高村彰          | 熨斗谷充孝        | 松坂定俊、酒井智史、川面恒介                                                     |
| #19            | 釣れますか？                               | 浦畑達彦   | 篠原俊哉        | 平牧大輔          | 川面恒介、竹田欣弘、佐藤陽子 宮川智恵子、朱絃沰、川村夏生                        |
| #20            | がんばりマスタング！                       | 横手美智子 | 成田歳法        | 菱川直樹          | 渡辺佳奈子、佐野陽子、深澤謙二                                                   |
| #21            | クオリティを人質にすんな                   | 吉田玲子   | 畑博之          | 畑博之            | 大東百合恵、川面恒介、秋山有希 川村夏生、武田牧子、容洪、徐正徳                  |
| #22            | ノアは下着です。                           | 横手美智子 | 倉川英揚        | 菅沼芙実彦        | 秋山有希、川面恒介、今泉賢一                                                     |
| #23            | 続・ちゃぶだい返し                         | 吉田玲子   | 許琮 菅沼芙実彦 | 倉川英揚 太田知章 | 大東百合恵、秋山有希、川面恒介 武田牧子、容洪、朱絃沰、西畑あゆみ                |
| #24            | 遠すぎた納品                               | 横手美智子 | 水島努 許琮     | 菅沼芙実彦 許琮   | 大東百合恵、秋山有希、川面恒介 武田牧子、朱絃沰、佐藤陽子 西畑あゆみ、関口可奈味 |
| えくそだすっ！ |                                            |            |                 |                   |                                                                                  |
| 第1話          | 出トーキョー                               | 吉野弘幸   | 吉原正行        | 吉原正行          | 森島範子                                                                         |
| 第三飛行少女隊 |                                            |            |                 |                   |                                                                                  |
| File:01        | FALLING ANGEL                              | 吉野弘幸   | 大倉雅彦        | 菅沼芙実彦        | 西畑あゆみ、石井百合子、秋山有希 小澤和則（エフェクト）                          |

## 放送局
| 放送期間                       | 放送時間                     | 放送局             | 対象地域   | 備考                    |
| ------------------------------ | ---------------------------- | ------------------ | ---------- | ----------------------- |
| 2014年10月9日 - 2015年3月26日  | 木曜 23:30 - 金曜 0:00       | TOKYO MX           | 東京都     |                         |
| 2014年10月10日 - 2015年3月27日 | 金曜 2:05 - 2:35（木曜深夜） | テレビ愛知         | 愛知県     |                         |
| 2014年10月12日 - 2015年3月29日 | 日曜 3:28 - 3:58（土曜深夜） | 毎日放送           | 近畿広域圏 | 『アニメシャワー』第4部 |
| 2014年10月13日 - 2015年3月30日 | 月曜 0:30 - 1:00（日曜深夜） | BSフジ             | 日本全域   | 製作委員会参加          |
| 2014年10月15日 - 2015年4月1日  | 水曜 23:30 - 木曜 0:00       | AT-X               | 日本全域   | リピート放送あり        |
| 2014年10月20日 - 2015年3月30日 | 月曜 1:20 - 1:50（日曜深夜） | チューリップテレビ | 富山県     |                         |
| 2020年10月19日 - 2021年3月29日 | 月曜 22:50 - 23:15           | NHK Eテレ          | 日本全域   | Eテレ月曜深夜枠         |

| 配信期間         | 配信時間                     | 配信サイト         | 備考                             |
| ---------------- | ---------------------------- | ------------------ | -------------------------------- |
| 2014年10月13日 - | 月曜 12:00 更新              | dアニメストア      | 見放題サービス利用者は全話見放題 |
|                  |                              | ニコニコチャンネル |                                  |
| 2014年10月14日 - | 火曜 0:30 - 1:00（月曜深夜） | ニコニコ生放送     |                                  |
|                  | 火曜 12:00 更新              | GYAO!              |                                  |
| 2014年10月27日 - | 月曜 12:00 更新              | バンダイチャンネル |                                  |

| 配信期間        | 配信時間                 | 配信サイト  | 配信エリア                                                                             |
| --------------- | ------------------------ | ----------- | -------------------------------------------------------------------------------------- |
| 2014年10月9日 - | 木曜 11:30 - 12:00 (EDT) | Crunchyroll | アメリカ、カナダ、南アフリカ、ラテンアメリカ、イギリス、アイルランド、ニュージーランド |

## 劇場版
劇場版「SHIROBAKO」（げきじょうばんシロバコ）は、P.A.WORKS制作、ショウゲート配給による日本のアニメ映画。2020年2月29日より公開。上映時間119分。
2018年4月28日に行われたイベント「武蔵境×SHIROBAKO 春祭り」にて制作が発表された。続編制作の話はテレビシリーズ放送から1年ほど経った頃から挙がっていたが、水島監督のスケジュールが先々まで埋まっていたためタイミングを待ち、5年経った2020年に劇場版という形で実現することになった。2時間という限られた上映時間内で描けるよう、作中で制作するアニメも劇場版になった。
物語はテレビシリーズから4年後、今度はオリジナルの劇場用アニメーション制作に取りくむアニメ制作関係者の姿が描かれ、主人公の相棒となる新キャラクターも登場する。
全国158スクリーンで封切られ、興行通信社発表の全国映画動員ランキング（2020年2月29日 - 3月1日）では観客動員8万4000人、興行収入1億1,500万円を記録して第3位。ぴあ映画初日満足度ランキング（2020年2月28日・29日公開作品）で第1位の93.6点を記録した。なお、3月初旬に各地で予定されていた舞台挨拶は、新型コロナウイルスの感染拡大に伴うイベント自粛要請を踏まえて中止となった。

### キャンペーン
- 原画マン募集

Twitterに投稿された作品に関する画を制作スタッフが審査し、作品ホームページで発表された。
- 感想コメント

作品に関する投稿をTwitterで募集し、プレゼントが当たる企画を行った。
- ニュータイプ記事公開

月刊ニュータイプで特集された記事をそのまま公開している。

### スタッフ（劇場版）
- 原作 - 武蔵野アニメーション[16]
- 監督 - 水島努[16]
- シリーズ構成 - 横手美智子[16]
- キャラクター原案 - ぽんかん⑧[16]
- キャラクターデザイン・総作画監督 - 関口可奈味[16]
- 美術監督 - 竹田悠介[16]、垣堺司[16]
- 色彩設計 - 井上佳津枝[16]
- 3D監督 - 市川元成[16]
- 撮影監督 - 梶原幸代[16]
- 特殊効果 - 加藤千恵[16]
- 編集 - 髙橋歩[16]
- 音楽 - 浜口史郎[16]
- 音楽制作 - イマジン
- プロデュース - インフィニット
- アニメーション制作 - P.A.WORKS[16]
- 配給 - ショウゲート
- 製作 - 劇場版「SHIROBAKO」製作委員会

### 主題歌（劇場版）
「星をあつめて」
『劇場版 SHIROBAKO』主題歌。作詞は林英樹、作曲・編曲は佐藤純一、歌はfhána。
「仕方ないのでやれやれ」
『劇場版 SHIROBAKO』挿入歌。作詞は水島努、作曲・編曲は渡部チェル、歌はシト from ReReGRAPHICS。
「アニメーションをつくりましょう」
『劇場版 SHIROBAKO』挿入歌。作詞は林英樹、作曲・編曲は浜口史郎、歌は宮森あおい、ミムジー、ロロ、チャッキー、ありあ、ルーシー、タチアナ、クリス、エリーゼ、ノア、キャサリン、あかね、あや、あるぴん。
「なめろうマーチ」
『劇場版 SHIROBAKO』挿入歌。作詞は水島努、作曲はシューベルト（「軍隊行進曲」より）、編曲は浜口史郎、歌はなめろうと子ども達。

## パッケージ

### BD / DVD
| 巻   | 発売日         | 収録話                                  | オーディオコメンタリー                                                              | 規格品番   | 規格品番   |
| 巻   | 発売日         | 収録話                                  | オーディオコメンタリー                                                              | BD初回版   | DVD初回版  |
| ---- | -------------- | --------------------------------------- | ----------------------------------------------------------------------------------- | ---------- | ---------- |
| 1    | 2014年12月24日 | 第1話 - 第3話                           | 第1話：木村珠莉、川瀬浩平 第2話・第3話：木村珠莉、堀川憲司、永谷敬之                | 1000540245 | 1000541319 |
| 2    | 2015年1月28日  | 第4話 - 第6話                           | 第4話：千菅春香、川瀬浩平 第5話・第6話：板野一郎、堀川憲司、永谷敬之                | 1000540246 | 1000541330 |
| 3    | 2015年2月25日  | 第7話 - 第9話 『えくそだすっ！』第1話   | 第7話・第8話：大東百合恵、秋山有希、堀川憲司、永谷敬之 第9話：佳村はるか、川瀬浩平  | 1000540247 | 1000541331 |
| 4    | 2015年3月25日  | 第10話 - 第12話                         | 第10話：髙野麻美、川瀬浩平 第11話・第12話：山本輝、橋本真英、堀川憲司、永谷敬之     | 1000540248 | 1000541332 |
| 5    | 2015年4月22日  | 第13話 - 第15話                         | 第13話・第14話：岩浪美和、山口貴之、小山恭正、田中理恵 第15話：大和田仁美、川瀬浩平 | 1000540249 | 1000541333 |
| 6    | 2015年5月27日  | 第16話 - 第18話                         | 第16話・第17話：関口可奈味、堀川憲司、永谷敬之 第18話：山岡ゆり、川瀬浩平           | 1000540250 | 1000541334 |
| 7    | 2015年7月29日  | 第19話 - 第21話 『第三飛行少女隊』第1話 | 第19話・第20話：松倉友二、堀川憲司、永谷敬之 第21話：米澤円、葉山いくみ、川瀬浩平   | 1000540251 | 1000541335 |
| 8    | 2015年8月26日  | 第22話 - 第24話                         | 第22話 - 第24話：水島努、水島精二 第24話：木村珠莉、檜山修之                        | 1000540252 | 1000541336 |
| BOX1 | 2016年11月23日 | 第1話 - 第12話 『えくそだすっ！』第1話  | -                                                                                   | 1000633380 | -          |
| BOX2 | 2016年12月21日 | 第13話 - 第24話 『第三飛行少女隊』第1話 | -                                                                                   | 1000634523 | -          |

| 発売日       | 規格品番                                | 規格品番  |
| 発売日       | BD                                      | DVD       |
| ------------ | --------------------------------------- | --------- |
| 2021年1月8日 | BIXA-1311（豪華版） BIXA-1312（通常版） | BIBA-3327 |

### CD
| 発売日         | タイトル                            | 規格品番                                      |
| -------------- | ----------------------------------- | --------------------------------------------- |
| 2014年11月26日 | COLORFUL BOX/Animetic Love Letter   | 1000529072（初回限定盤） 1000529073（通常盤） |
| 2015年2月25日  | 宝箱-TREASURE BOX-/プラチナジェット | 1000546198（初回限定盤） 1000546199（通常盤） |
| 2020年2月26日  | 星をあつめて                        | LACM-14974                                    |

### 関連書籍
- 『SHIROBAKO アートワークス』玄光社、2018年5月1日発売[82]、ISBN 978-4-7683-0945-2
- parubooks編集部（編）『劇場版SHIROBAKO 設定資料集』parubooks、2022年9月30日発行（2022年9月22日発売[83]）、ISBN 978-4-909824-08-0

## 関連メディア

### 漫画
SHIROBAKO〜上山高校アニメーション同好会〜
『月刊コミック電撃大王』（KADOKAWA アスキー・メディアワークス）で2014年11月号より2016年1月号まで連載。作画はミズタマ、脚本は杉原研二が担当する。
安原絵麻を主人公とし、彼女を中心とした上山高校アニメーション同好会の高校時代を描くスピンオフ作品。
- 武蔵野アニメーション（原作）・杉原研二（脚本）・ミズタマ（作画） 『SHIROBAKO〜上山高校アニメーション同好会〜』 KADOKAWA〈電撃コミックスNEXT〉、全2巻
  1. 2015年1月27日発行（2015年1月27日発売）、ISBN 978-4-04-869137-6
  2. 2016年1月27日発行（2016年1月27日発売）、ISBN 978-4-04-865162-2

SHIROBAKO
ウェブコミック配信サイト『まんが王国』（ビーグリー）で2020年2月28日から連載開始。作画はやとみ、構成は藤田里奈が担当。
こちらは本編のコミカライズ。劇場版までの展開を描くという。単行本はブシロードメディアより刊行。
- 武蔵野アニメーション（原作）・藤田里奈（構成）・やとみ（作画） 『SHIROBAKO』 ブシロードメディア〈ブシロードコミック〉、既刊4巻（2023年3月8日現在）
  1. 2020年9月8日発行（同日発売）、ISBN 978-4-04-899466-8
  2. 2021年3月8日発行（同日発売）、ISBN 978-4-04-899475-0
  3. 2021年11月8日発行（同日発売）、ISBN 978-4-04-899493-4
  4. 2023年3月8日発売、ISBN 978-4-04-899556-6

劇場版SHIROBAKO
『まんが王国』で2021年6月8日から連載開始。作画は扶持田一寛。劇場版のコミカライズ。
- 武蔵野アニメーション（原作）・扶持田一寛（作画）・藤田里奈（構成）『劇場版SHIROBAKO コミカライズ版』parubooks、2022年9月30日発行（2022年9月22日発売）、ISBN 978-4-909824-07-3

### 小説
SHIROBAKO イントロダクション
2015年1月27日 ジャンプ ジェイ ブックス（集英社）レーベルから発売。
原作：武蔵野アニメーション
著者：伊藤美智子・田中 創・TAMA・吉成郁子
ISBN 978-4-08-703343-4
本編とコミックの間の時期を描いた作品。元・上山高校アニメーション同好会の各々を主人公に5編を収録。

### インターネットラジオ
『SHIROBAKOラジオBOX』は、2014年10月13日から2015年4月6日まで、音泉にて配信されたインターネットラジオ番組。毎週月曜日更新。本作のメインヒロイン5人の担当声優である木村珠莉・佳村はるか・千菅春香・髙野麻美・大和田仁美が週替りでパーソナリティを務める。初回放送での番組名は『SHIROBAKOラジオ（仮）』だったが、リスナーの意見を元に正式タイトルが決定した。 

#### 主なコーナー
- お願い。リテークさせてっ！ - リスナーが、失敗談、ハプニングなど、人生でやり直したいことを投稿するコーナー。
- 教えて。アニメ業界！ - アニメーション製作に関する疑問、質問などを募集しているコーナー。
- わたしが音響監督！ - 出演者が音響監督になり、他の出演者に即興で演技を行ってもらう。
- 次回予告で笑わせて！ - お題となる架空のアニメ作品の「次回予告」を投稿するコーナー。
- SHIROBAKOを作ろう！ - パーソナリティ陣5人で短編アニメを制作する。P.A.WORKSのスタッフにも手伝ってもらうが、できる限り5人で作業して完成を目指す。完成したアニメはラジオCD Vol.3の特典「あにめてぃっく☆カット袋」として販売された。

#### ラジオCD
| 発売日        | タイトル                              | 収録内容                                                                     | 規格品番     | 備考 |
| ------------- | ------------------------------------- | ---------------------------------------------------------------------------- | ------------ | --- |
| 2015年1月28日 | 「SHIROBAKO ラジオBOX」Vol.1          | DISC1: 新規録りおろしラジオ DISC2: ラジオアーカイブ第1回〜第7回（MP3収録）   | TBZR-0369/70 | |
| 2015年3月25日 | 「SHIROBAKO ラジオBOX」Vol.2          | DISC1: 新規録りおろしラジオ DISC2: ラジオアーカイブ第8回〜第16回（MP3収録）  | TBZR-0397/8  | 新規撮りおろしラジオは『えくそだすっ！』トレイシーの担当声優（中原麻衣・伊藤静・茅野愛衣）による。 音泉直販特典:「SHIROBAKOを作ろう！」の複製絵コンテ |
| 2015年5月27日 | 「SHIROBAKO ラジオBOX」Vol.3          | DISC1: 新規録りおろしラジオ DISC2: ラジオアーカイブ第17回〜第26回（MP3収録） | TBZR-0433/4  | 音泉直販特典: 「あにめてぃっく☆カット袋」DVD（SHIROBAKOを作ろう！で制作した短編アニメ）                                                               |
| 2015年9月24日 | 「SHIROBAKO ラジオBOX」えくすとらっ！ | 新規録りおろしラジオ                                                         | SHIRO-0002   | イベント・通販限定販売 |

### イベント
- 2014年12月18日から12月28日まで、「SHIROBAKO展」が東京アニメセンターで行われた。キャラクター設定、原画、台本などの製作資料が展示された[96][97]。この展示会は、「最終話直前おさらい展」として、2015年3月24日から4月5日にも再実施された[98]。
- 2015年1月10日、「SHIROBAKO一挙上映会」がシネマート新宿で行われた。放映済みの第1話から第13話の上映のほか、第14話の先行上映と『えくそだすっ！』第1話の上映、声優陣によるトークショーが行われた[99]。
- 2015年2月28日、「SHIROBAKOトークショー」がロフトプラスワンで行われた[100]。
- 2015年9月20日、「SHIROBAKOスペシャルイベント〜どんどんドーナツ、ドーンといこう！〜」が神奈川芸術劇場で行われた。昼の部・夜の部の2回を開催。声優陣によるトークショーと生アフレコ、プロデューサー陣によるトークショー、主題歌のライブが行われた[101]。
- 2015年10月25日、「SHIROBAKO秋祭り」がイオンモール幕張新都心グランドスクエア/豊砂公園で行われた。事前にファンから協賛金を募ってショッピングセンター前の公園に櫓を立て、無料参加できるお祭り形式とした。櫓では声優陣やプロデューサー陣によるトークショーが行われる一方、櫓の周りでは輪投げやガラポン抽選会、ドーナツやお面の販売といったお祭りらしいアトラクションが同時に実施された。最後は声優陣やスタッフ陣を交え1000人以上の観客全員で、水島努監督が作った「SHIROBAKO音頭」を踊って締めくくった。このような形のイベント開催は、アニメイベントとしては異色の試みであったという[102][103]。

### モバイル
- アニメやゲームキャラクターの録り下ろしボイスが聴ける国内最大級のカードコレクションアプリ「嫁コレ」に、1月5日より「SHIROBAKO」のキャラクターが追加された[104]。宮森あおいを初めに、安原絵麻、坂木しずか、藤堂美沙、今井みどりが日毎に追加された。